# Jérôme Mombris
Jérôme Mombris (Saint-Brieuc, 27 novembre 1987) è un calciatore malgascio, difensore dell'Template:Calcio Afa.

## Caratteristiche tecniche
È un terzino sinistro.